# Bo Jacobsen
 For alternative betydninger, se Bo Jacobsen (flertydig). (Se også artikler, som begynder med Bo Jacobsen)
Bo Jacobsen (født 2. juli 1957) er en dansk kok, som er opvokset i Gladsaxe.
Han startede i faget i 1978 og blev i 1981 udlært hos Roy Hurtigkarl i restaurant Gastronomique.
Han er kendt for sin medvirken i flere tv-udsendelser, især på DR2. Han modtog Champagneprisen i 2008. Yderligere har han sammen med sin kone Lisbeth Jacobsen udgivet flere kogebøger. Siden oktober 1991 har de drevet Restaurationen, og fra 2011 til 2012 drev de Restaurant Paustian.